# Paralelo 31 N

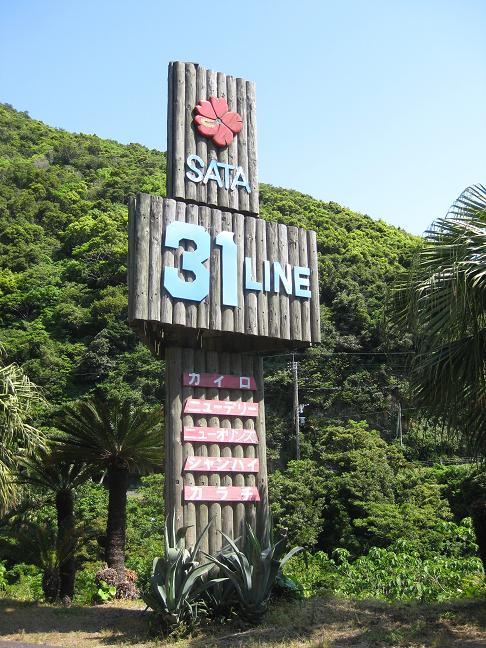
Sinal que marca a passagem do paralelo 31 N no cabo Sata, Japão

O Paralelo 31 N é o paralelo no 31° grau a norte do plano equatorial terrestre.
Parte da Fronteira Irão-Iraque é definida por este paralelo.
Nos Estados Unidos, define parte da fronteira entre os estados do Mississippi e Louisiana, e a maior parte da fronteira entre Alabama e Flórida. Andrew Ellicott fez o levantamento topográfico deste paralelo em 1797, quando constituía a fronteira entre os Estados Unidos e territórios sob domínio do Império Espanhol.
Começando pelo Meridiano de Greenwich e tomando a direção leste, o paralelo 31° Norte passa por:
| País, território ou mar | Notas |
| ----------------------- | --- |
| Argélia                 | |
| Tunísia                 | |
| Líbia                   | |
| Mar Mediterrâneo        | Golfo de Sidra                                                                                            |
| Líbia                   | |
| Egito                   | |
| Mar Mediterrâneo        | |
| Egito                   | |
| Israel                  | |
| Jordânia                | |
| Arábia Saudita          | |
| Iraque                  | |
| Fronteira Irão-Iraque   | |
| Irão                    | |
| Afeganistão             | |
| Paquistão               | |
| Índia                   | |
| China                   | |
| Mar da China Oriental   | |
| Japão                   | Cabo Sata, ilha de Kyūshū                                                                                 |
| Oceano Pacífico         | |
| México                  | Península da Baixa Califórnia                                                                             |
| Golfo da Califórnia     | |
| México                  | |
| Estados Unidos          | Texas Louisiana Fronteira Mississippi / Louisiana Mississippi Alabama Fronteira Alabama / Flórida Geórgia |
| Oceano Atlântico        | |
| Marrocos                | |
| Argélia                 | |